# Cotoneaster neoantoninae
Cotoneaster neoantoninae là loài thực vật có hoa trong họ Hoa hồng. Loài này được A.N. Vassiljeva mô tả khoa học đầu tiên năm 1963.